# Maltebrunia schliebenii
Maltebrunia schliebenii är en gräsart som först beskrevs av Pilg., och fick sitt nu gällande namn av Charles Edward Hubbard. Maltebrunia schliebenii ingår i släktet Maltebrunia och familjen gräs. Inga underarter finns listade i Catalogue of Life.